# 국제 식품 규격 위원회
국제 식품 규격 위원회(Joint FAO/WHO Codex Alimentarius Commission)는 1962년에 소비자 건강보호 및 식품의 공정한 무역을 보장할 목적으로 설립된 기관이다. 현재 회원국은 150개국이며, 사무국은 이태리 로마의 식량 농업 기구(FAO) 본부내에 위치하며 5명의 전문가가 활동하고 있다. 설립 목적은 소비자의 건강보호와 식품의 공정한 무역의 달성에 있으며, 각국 정부의 채택을 위해 권고될 수 있는 식품기준의 개발, 정부 또는 비정부기관에서 추진하는 모든 식품기준작업의 국제적인 조화 및 조정작업을 담당하고 있다. Codex 기준 제정 실적(2007년 기준)으로는, 237종 식품기준 설정, 3,274종 농약잔류허용기준 설정, 25종 오염물질 잔류허용기준 설정, 41종 Codex of Practice 제정, 76종 식품첨가물 안전성 평가, 185종 농약 안전성 평가, 54종 동물약품 안전성 평가이다.